# Lamborghini R603-DTB
Le Lamborghini R603-DTB est un tracteur agricole de la marque Lamborghini datant de la fin des années 1970.
Il était surtout utilisé pour les travaux dans les vignes ou autres plantations fruitières.

## Caractéristiques
- Puissance : 57 ch
- Vitesse maximale : 25 km/h
- Boite de vitesses : manuelle